# Makedonisch-Adrianopeler Landwehr

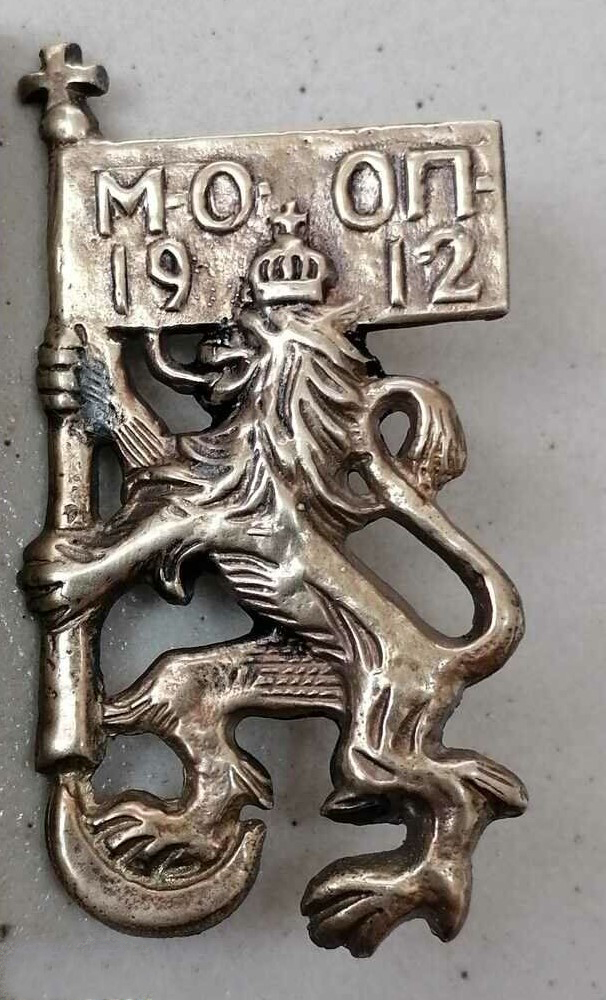
Abzeichen der Makedonisch-Adrianopeler Landwehr

Die Makedonisch-Adrianopeler Landwehr (bulgarisch Македоно-одринско опълчение Makedono-odrinsko opaltschenie) war ein Freiwilligenverband der bulgarischen Armee während der Balkankriege 1912–1913. Das Korps wurde am 23. September 1912 aufgestellt und rekrutierte sich aus der bulgarischen Bevölkerung Makedoniens und Thrakiens (vornehmlich aus dem Vilajet Adrianopel), die noch unter osmanisch-türkischer Herrschaft standen und aus diesem Grund nicht der allgemeinen Mobilmachung im Zarentum Bulgarien unterlagen. Der größte Teil der Kämpfer lebte als Flüchtlinge in Bulgarien. Auch Freiwillige anderer Nationalitäten konnten sich dem Korps anschließen. So stellten Armenier eine eigene Kompanie unter der Leitung von Garegin Nschdeh und Andranik Toros Ozanian.
Die Aufstellung der Makedonisch-Adrianopeler Landwehr erfolgte auf Initiative des Generalstabschefs der bulgarischen Armee, Iwan Fitschew.
Das Korps kämpfte im Ersten Balkankrieg in Ostthrakien und konnte unter anderem Rodosto, Tekirdağ, Corlu, sowie der Marmara-Insel einnehmen. Im Zweiten Balkankrieg nahm es an Kämpfen in Makedonien gegen die Serbische Armee teil.

## Gliederung des Korps

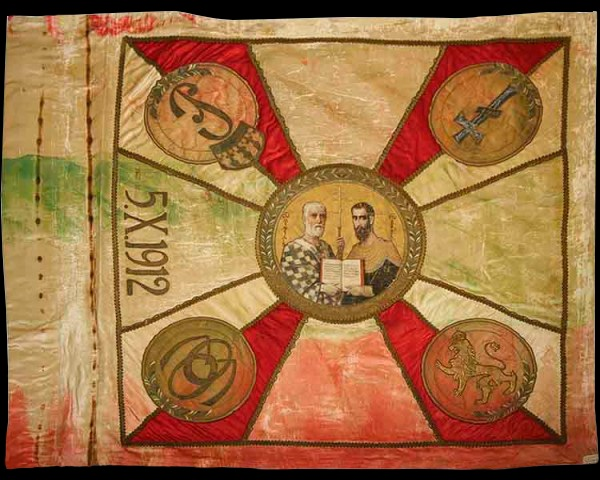
Fahne des Elften Serres Bataillon

Geführt wurde das Korps vom Generalmajor Nikola Genew. Sein Stellvertreter war der aus Ochrid stammende Oberst Aleksandar Protogerow. Stabschef wurde der aus Kilkis stammender Major Petar Darwingow. Das Korps wurde zunächst in sechs Bataillone aufgeteilt, die nach der Herkunftsregion der Kämpfer benannt wurden. Später kamen noch neun weitere Bataillone und ein Ingenieurbataillon hinzu. Dabei bestand ein Bataillon aus ca. 1.100 Mann in vier Kompanien mit je 212 bis 215 Mann. Die ersten sechs Bataillone trugen folgende Namen:
- Erstes Debar Bataillon (bulg. Първа Дебърска дружина) (Debar)
- Zweites Skopje Bataillon (bulg. Втора Скопска дружина) (Skopje)
- Drittes Solun Bataillon (bulg. Трета Солунска дружина) (heute Thessaloniki)
- Viertes Bitola Bataillon (bulg. Четвърта Битолска дружина) (Bitola)
- Fünftes Adrianopel Bataillon (bulg. Пета Одринска дружина) (heute Edirne)
- Sechstes Ochrid Bataillon (bulg. Шеста Охридска дружина) (Ohrid)

## Bekannte Mitglieder

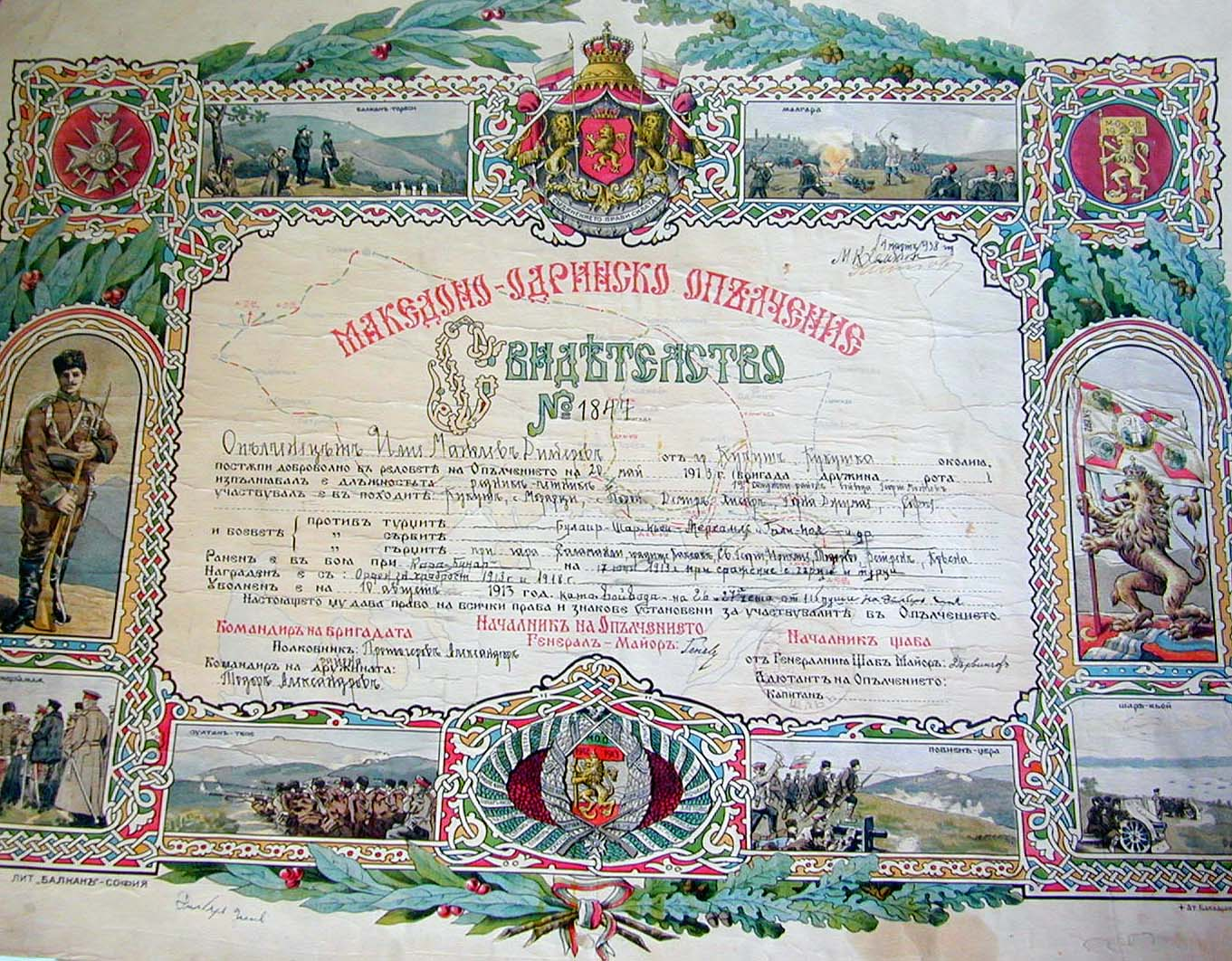
Bestätigung für den Dienst in der Makedonisch-Adrianopeler Landwehr

- Simeon Radew
- Andrei Ljaptschew
- Pejo Jaworow
- Andranik Ozanian
- Ljubomir Wessow
- Louis-Emil Eyer